# Peña (Santa Catarina)

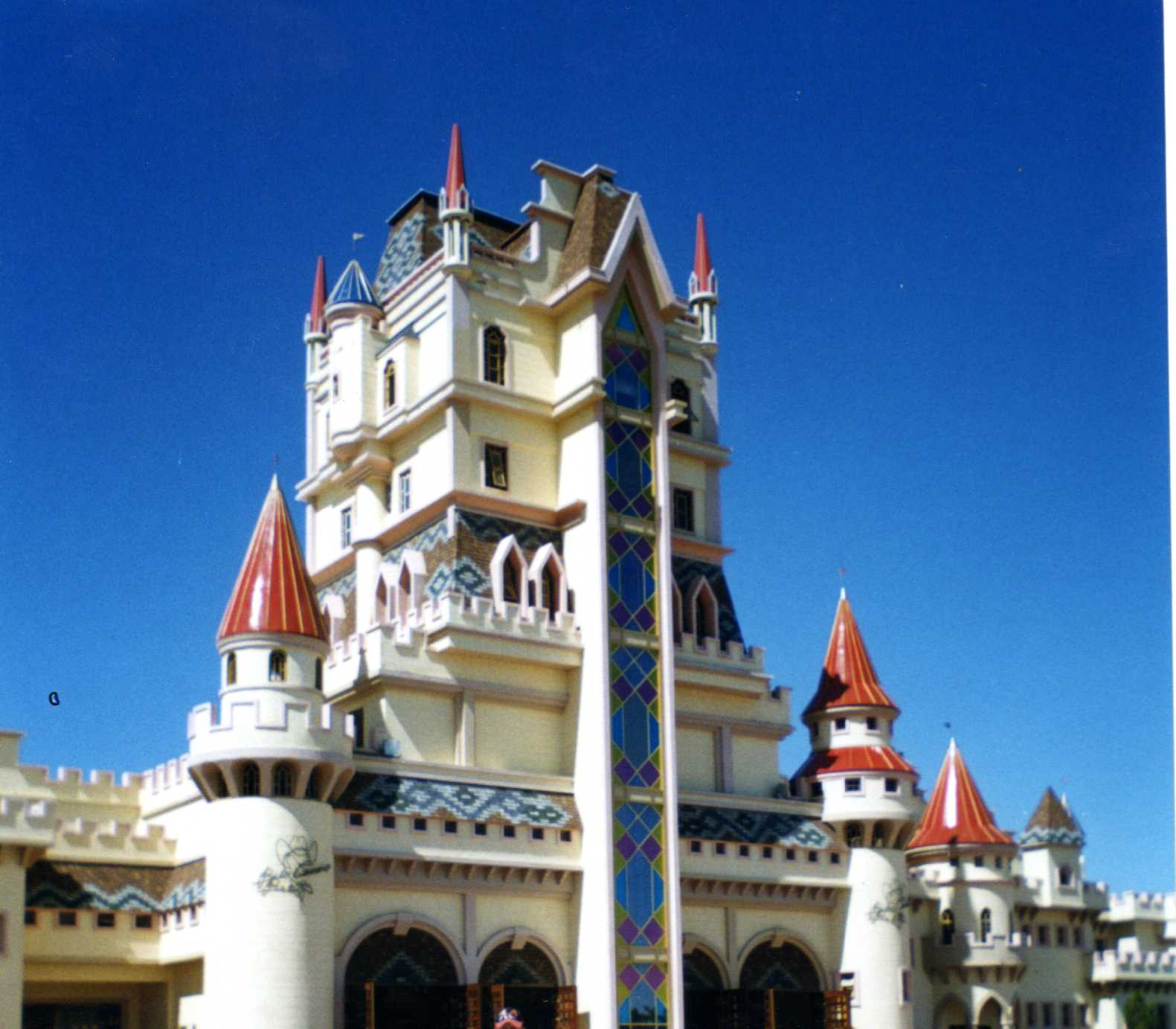
Entrada al Beto Carrero World.

Peña (en portugués: Penha) es un municipio brasileño del Estado de Santa Catarina. Está situado a una latitud 26º46'10" sur y a una longitud 48º38'45" oeste, estando a una altitud de 20 metros sobre el nivel del mar. Su población en 2022 era de 33 663 habitantes. Pertenece a la Región Metropolitana de Foz do Rio Itajaí.
En la región originaria de los indios Carios, el inicio del poblado se dio con la construcción de la capilla de San Juan Bautista, en 1759, en la localidad llamada Itapocoroy (derivado de "Itapocorá", que en  guaraní significa "parecido con un muro de piedra").
La ciudad posee el título de "Capital Nacional del Marisco".
Es conocida, popularmente, como el litoral de los Blumenauenses, debido a la cantidad de Blumenauenses que siempre aprovechan sus vacaciones en esta ciudad, muchas veces en sus casas de veraneo.

## Historia
La región de Peña tuvo colonización iniciada en el siglo XVIII, invadida por los Españoles de la Isla de Santa Catarina (Florianópolis), por pescadores portugueses - la mayor parte de ellos azorianos - huyendo de los invasores y que buscaban nuevos lugares para la caza y beneficiamiento de ballenas. La armazón de Itapocoroy se volvió entonces sede en la época, de una de las mayores armazones balleneras del sur del Brasil.
La comunidad de Itapocoroy, por tener "estatus" de armazón ballenera y siendo, por tanto, un emprendimiento particular, no se puede elevar a Feligresía durante el período en funcionamiento como emprendimiento empresarial.
Una nueva comunidad, creada a seis kilómetros de la armazón por habitantes desplazados de núcleos de Itapocoroy, tuvo progreso suficiente como para elevarse a la categoría de Feligresía el 23 de marzo de 1839, con el nombre de Feligresía de Nuestra Señora de la Peña do Itapocoróy. En el siglo XIX la caza de ballenas entró en crisis y fue sustituida por la pesca artesanal y comercio rudimentario como subsistencia.
En ese momento, Peña asume definitivamente el liderazgo como sede de la comunidad.
El 21 de junio de 1958 fue elevada a la categoría de municipio, efectivamente instalado el 19 de julio del mismo año.
Los primeros datos poblacionales son de 1840, cuando tenía 1.640 habitantes y en el siglo pasado, en 1920 tenía 4.830 habitantes. 
Su desarrollo turístico tuvo inicio en la década del 70 y hoy su población gira en torno de 15 mil habitantes, llegando a pasar de los 100 mil durante la temporada de verano. Una nueva fase del municipio comenzó a ser vivida con la instalación del Beto Carrero World - segundo mayor parque temático del mundo.
Peña, en expansión, ve surgir una infraestructura en la parte de hostelería y gastronomía, mientras crece también la maricultura - cultivo de mariscos. Con esto, Peña ganó el título de "Capital Nacional" del marisco.

## Población
La ciudad posee poco más de 20 mil habitantes, siendo la mayoría descendiente de portugueses.
El fenotipo de la mayoría de los habitantes es estatura media, piel morena-clara y ojos castaños-claros.

## Educación
La ciudad posee curso superior en el método de enseñanza a distancia a través de la UNIASSELVi, disponibilizando los cursos de Logística y Pedagogía; y cuenta con el campus V de la UNIVALI - Universidade del Valle del Itajaí - que sirve como base para la enseñanza en el campo del curso de Oceanografía. Actualmente existen tres escuelas estaduales que ofrecen hasta la enseñanza media, y las demás municipales, así como también una escuela especial.

## Entretenimiento
Su extensa y bella faja de arena hace del balneario el principal medio de ocio diurno de los habitantes y millares de turistas que buscan la región para relajarse. Existen playas diferentes propicias para diversas formas de ocio: surf, pesca, baño de mar, deportes en la arena y con sendas ecológicas. El parque Beto Carrero World es una opción de diversión asegurada para pequeños y grandes.
Entre las alternativas a la noche, se destacan las boates Djoop Beats, en la playa de Armazón; Lalupe Bar Nau, en la playa de Armazón del Itapocoroy; y el popular Bailon del Silva.